# Synagogue de Luttange
La synagogue de Luttange est une synagogue située dans la commune française de Luttange dans le département de la Moselle dans le Grand Est.
Elle a été construite en 1786. La synagogue est située dans la rue Maréchal Foch.
Le bâtiment est construit peu avant la révolution de 1789. Sous l'Ancien Régime, les synagogues en France, dans la plupart des régions où l'installation des Juifs était interdite. Elles ne devaient pas être reconnues comme telles de l'extérieur. C'est pour cette raison que l'apparence de la synagogue est très simple.
La synagogue a été abandonnée par la congrégation en 1923, puis convertie en un bâtiment résidentiel. De l'extérieur, deux fenêtres rondes évoquent le bâtiment original de la synagogue. 